# Ривз, Антонио
Антонио Ривз (англ. Antonio Reeves; Пустой шаблон {{ВД-Преамбула}} ) — американский профессиональный баскетболист, выступающий за клуб Национальной баскетбольной ассоциации «Нью-Орлеан Пеликанс». На студенческом уровне выступал за команды «Иллинойс Стэйт Рэдбёрдс» и «Кентукки Уайлдкэтс». Играет на позиции атакующего защитника.

## Профессиональная карьера

### Нью-Орлеан Пеликанс / Бирмингем Сквадрон (2024–настоящее время)
27 июня 2024 года Ривз был выбран под 47-м номером командой «Орландо Мэджик» на драфте НБА 2024 года, однако сразу же в ночь драфта он был продан в «Нью-Орлеан Пеликанс» в обмен на два обмена выборами во втором раунде в 2030 и 2031 годах. 23 июля он подписал контракт с «Пеликанс». В течение своего сезона новичка он несколько раз переводился в «Бирмингем Сквадрон».
Ривз дебютировал в НБА 23 октября 2024 года в выигранном со счётом 123-111 игре против «Чикаго Буллз». 20 ноября Ривз набрал рекордные в его карьере 34 очка в матче против «Кливленд Кавальерс», который закончился поражением со счётом 128–100.

## Статистика

### Статистика в НБА
| Сезон                                                                                    | Команда    | Регулярный сезон | Регулярный сезон | Регулярный сезон | Регулярный сезон | Регулярный сезон | Регулярный сезон | Регулярный сезон | Регулярный сезон | Регулярный сезон | Регулярный сезон | Регулярный сезон | Серия плей-офф | Серия плей-офф | Серия плей-офф | Серия плей-офф | Серия плей-офф | Серия плей-офф | Серия плей-офф | Серия плей-офф | Серия плей-офф | Серия плей-офф | Серия плей-офф |
| Сезон                                                                                    | Команда    | GP               | GS               | MPG              | FG%              | 3P%              | FT%              | RPG              | APG              | SPG              | BPG              | PPG              | GP             | GS             | MPG            | FG%            | 3P%            | FT%            | RPG            | APG            | SPG            | BPG            | PPG            |
| ---------------------------------------------------------------------------------------- | ---------- | ---------------- | ---------------- | ---------------- | ---------------- | ---------------- | ---------------- | ---------------- | ---------------- | ---------------- | ---------------- | ---------------- | -------------- | -------------- | -------------- | -------------- | -------------- | -------------- | -------------- | -------------- | -------------- | -------------- | -------------- |
| 2024/25                                                                                  | Нью-Орлеан | 44               | 6                | 15,0             | 45,6             | 39,5             | 80,0             | 1,4              | 0,9              | 0,5              | 0,1              | 6,9              | Не участвовал  | Не участвовал  | Не участвовал  | Не участвовал  | Не участвовал  | Не участвовал  | Не участвовал  | Не участвовал  | Не участвовал  | Не участвовал  | Не участвовал  |
|                                                                                          | Всего      | 44               | 6                | 15,0             | 45,6             | 39,5             | 80,0             | 1,4              | 0,9              | 0,5              | 0,1              | 6,9              | Не участвовал  | Не участвовал  | Не участвовал  | Не участвовал  | Не участвовал  | Не участвовал  | Не участвовал  | Не участвовал  | Не участвовал  | Не участвовал  | Не участвовал  |
| Наведите курсор мыши на аббревиатуры в заголовке таблицы, чтобы прочесть их расшифровку. |            |                  |                  |                  |                  |                  |                  |                  |                  |                  |                  |                  |                |                |                |                |                |                |                |                |                |                |                |

### Статистика в Джи-Лиге
| Сезон                                                                                    | Команда            | Регулярный сезон | Регулярный сезон | Регулярный сезон | Регулярный сезон | Регулярный сезон | Регулярный сезон | Регулярный сезон | Регулярный сезон | Регулярный сезон | Регулярный сезон | Регулярный сезон | Серия плей-офф | Серия плей-офф | Серия плей-офф | Серия плей-офф | Серия плей-офф | Серия плей-офф | Серия плей-офф | Серия плей-офф | Серия плей-офф | Серия плей-офф | Серия плей-офф |
| Сезон                                                                                    | Команда            | GP               | GS               | MPG              | FG%              | 3P%              | FT%              | RPG              | APG              | SPG              | BPG              | PPG              | GP             | GS             | MPG            | FG%            | 3P%            | FT%            | RPG            | APG            | SPG            | BPG            | PPG            |
| ---------------------------------------------------------------------------------------- | ------------------ | ---------------- | ---------------- | ---------------- | ---------------- | ---------------- | ---------------- | ---------------- | ---------------- | ---------------- | ---------------- | ---------------- | -------------- | -------------- | -------------- | -------------- | -------------- | -------------- | -------------- | -------------- | -------------- | -------------- | -------------- |
| 2024/25                                                                                  | Бирмингем Сквадрон | 11               | 11               | 38,8             | 48,1             | 41,9             | 80,0             | 5,6              | 2,0              | 1,3              | 0,4              | 24,6             | Не участвовал  | Не участвовал  | Не участвовал  | Не участвовал  | Не участвовал  | Не участвовал  | Не участвовал  | Не участвовал  | Не участвовал  | Не участвовал  | Не участвовал  |
|                                                                                          | Всего              | 11               | 11               | 38,8             | 48,1             | 41,9             | 80,0             | 5,6              | 2,0              | 1,3              | 0,4              | 24,6             | Не участвовал  | Не участвовал  | Не участвовал  | Не участвовал  | Не участвовал  | Не участвовал  | Не участвовал  | Не участвовал  | Не участвовал  | Не участвовал  | Не участвовал  |
| Наведите курсор мыши на аббревиатуры в заголовке таблицы, чтобы прочесть их расшифровку. |                    |                  |                  |                  |                  |                  |                  |                  |                  |                  |                  |                  |                |                |                |                |                |                |                |                |                |                |                |

### Статистика в NCAA
| Сезон | Команда        | Conf           | Class          | GP  | GS  | MPG  | FG%  | 3P%  | FT%  | RPG | APG | SPG | BPG | PPG  |
| --- | -------------- | -------------- | -------------- | --- | --- | ---- | ---- | ---- | ---- | --- | --- | --- | --- | ---- |
| 2019/20 | Иллинойс Стэйт | MVC            | FR             | 31  | 3   | 22,4 | 38,4 | 31,4 | 65,9 | 2,5 | 0,7 | 0,6 | 0,1 | 7,2  |
| 2020/21 | Иллинойс Стэйт | MVC            | SO             | 25  | 24  | 29,9 | 42,5 | 30,6 | 76,3 | 3,3 | 1,4 | 0,4 | 0,2 | 12,4 |
| 2021/22 | Иллинойс Стэйт | MVC            | JR             | 33  | 33  | 34,9 | 46,9 | 39,0 | 81,8 | 3,5 | 1,8 | 1,1 | 0,5 | 20,1 |
| 2022/23 | Кентукки       | SEC            | SR             | 34  | 14  | 27,9 | 41,6 | 39,8 | 78,3 | 2,1 | 1,1 | 0,4 | 0,2 | 14,4 |
| 2023/24 | Кентукки       | SEC            | SR             | 33  | 33  | 31,4 | 51,2 | 44,7 | 86,3 | 4,2 | 1,6 | 0,7 | 0,2 | 20,2 |
| Всего | Всего          | Всего          | Всего          | 156 | 107 | 29,3 | 45,2 | 38,4 | 80,1 | 3,1 | 1,3 | 0,6 | 0,2 | 15,1 |
| Иллинойс Стэйт | Иллинойс Стэйт | Иллинойс Стэйт | Иллинойс Стэйт | 89  | 60  | 29,1 | 43,9 | 34,8 | 77,6 | 3,1 | 1,3 | 0,7 | 0,3 | 13,4 |
| Кентукки | Кентукки       | Кентукки       | Кентукки       | 67  | 47  | 29,6 | 46,7 | 42,2 | 83,0 | 3,1 | 1,4 | 0,5 | 0,2 | 17,2 |
| Наведите курсор мыши на аббревиатуры в заголовке таблицы, чтобы прочесть их расшифровку Статистика приведена с сайта sports-reference.com |                |                |                |     |     |      |      |      |      |     |     |     |     |      |